# بچلور
بچلور (به انگلیسی: Batchelor) شهرکی واقع در ایالت قلمرو شمالی در استرالیاست.